# يغموش سميك
يغموش سميك (الاسم العلمي:Amblyomma crassum) هو نوع من الحيوانات يتبع جنس اليغموش من فصيلة اللبوديات الصلبة.